# Assen

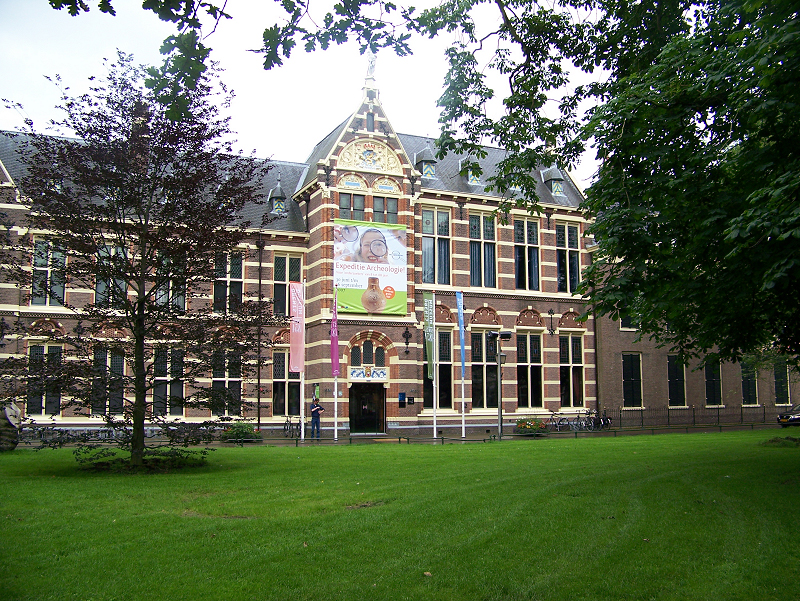
Drents Museum i Assen.

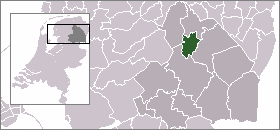
Lägeskarta

Assen är en stad och kommun i Nederländerna med cirka 60 000 invånare, huvudstad i provinsen Drenthe.
Fotbollsspelaren Peter Hoekstra föddes i Assen.

## Motorsport i Assen
Arenorna De Bontewever och TT Circuit är välkända för att nästan varje år arrangera högklassiga tävlingar inom respektive isracing och MotoGP. MotoGP-tävlingen är till skillnad från vanliga MotoGP tävlingar en lördagstävling istället för en söndagstävling. Tävlingen brukar räknas som en av de mest klassiska tävlingarna och har varit med i roadracingens Grand Prix-serie sedan starten 1949. Åskadarantalet brukar vara upp emot 200 000 åskådare. I De Smelt körs nästan varje år deltävlingar i VM-serien i isracing eller lag-VM. VM-tävlingarna brukar föregås av tävlingen Roelof Thijs Pokal (Roelof Thijs Bokaal på nederländska).